# Leucotrichum organense
Leucotrichum organense är en stensöteväxtart som först beskrevs av Gardner, och fick sitt nu gällande namn av Paulo Henrique Labiak. Leucotrichum organense ingår i släktet Leucotrichum och familjen Polypodiaceae. Inga underarter finns listade.